# Bulbe cardiaque
Le bulbus cordis (bulbe cardiaque) est une partie du cœur en développement qui se trouve en avant du ventricule primitif après que le cœur a pris sa forme en S. L'extrémité supérieure du bulbe cordis est aussi appelée région conotroncale.

## Structure
Au moment où le coeur est sous sa forme de tube cardiaque, le bulbus cordis est la principale voie d'écoulement. Il reçoit le sang du ventricule primitif et le transmet au tronc artériel. Après le looping cardiaque, il se situe légèrement à gauche du ventricule.

### Développement
Le premier bulbus cordis est formé au cours de la cinquième semaine de développement.  Le tronc artériel en est dérivé plus tard. 
Les parois adjacentes du bulbe cordis et du ventricule se rapprochent, fusionnent et finalement disparaissent, et le bulbe cordis communique maintenant librement avec le ventricule droit, tandis que la jonction du bulbe avec le tronc artériel est amenée directement ventrale et appliquée au canal atrial.
Par la croissance du septum ventriculaire, le bulbe cordis est séparé du ventricule gauche, mais reste partie intégrante du ventricule droit, dont il forme l' infundibulum.
Ensemble, le bulbe cordis et le ventricule primitif donnent naissance aux ventricules du cœur formé.

## Autres animaux
Le bulbe cordis est partagé dans le développement de nombreux animaux, y compris les grenouilles  et les poissons.

## Images supplémentaires

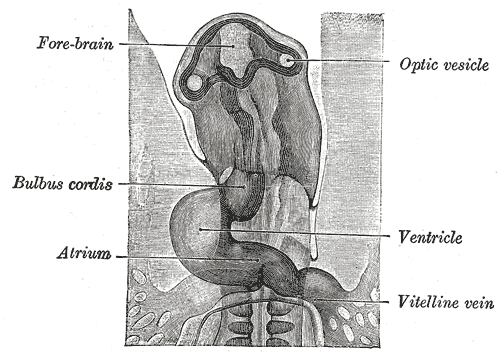
Tête d'embryon de poulet d'environ trente-huit heures d'incubation, vue de la face ventrale. X 26
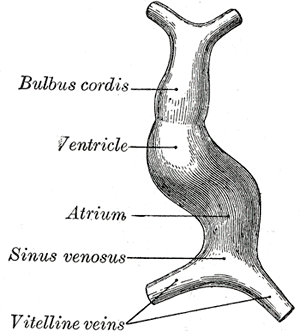
Diagramme pour illustrer l'état tubulaire simple du cœur.
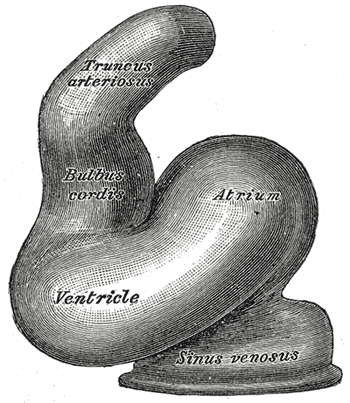
Coeur d'embryon humain d'environ quatorze jours.
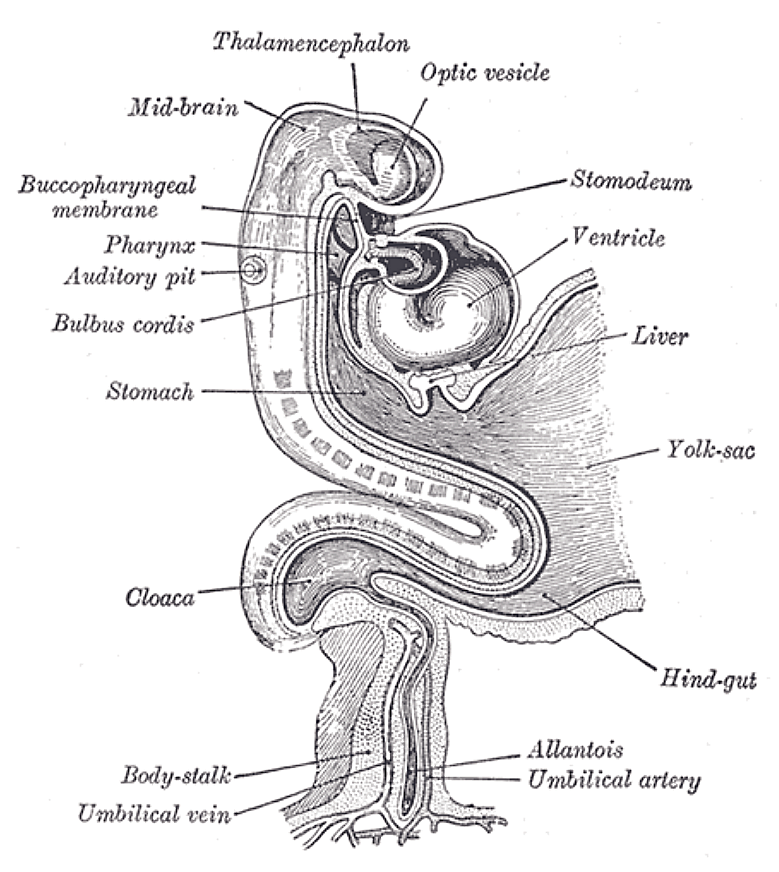
Embryon humain âgé d'une quinzaine de jours. Cerveau et coeur représentés du côté droit. Tube digestif et sac vitellin en coupe médiane.